# 松山新田藩
松山新田藩（まつやましんでんはん）は、江戸時代中期にあった伊予松山藩の支藩である。

## 概要
石高は1万石。久松松平家4代松平定直の子定章が享保5年（1720年）に桑村郡と越智郡の一部を新田分知されて立藩した。定章の後は嫡子の定静が遺領を相続したが、明和2年（1765年）2月になって伊予松山藩7代藩主松平定功の養嗣子となり、本藩藩主家を継承することになった。この際に新田1万石は松山藩に返還されることなく幕府に返上され、松山新田藩は消滅する。桑村郡のうち新田の五、三七一石余と越智郡のうちで四、六二八石余、合計一万石が同年7月22日、松山藩から幕府代官・竹垣庄蔵に渡された。

## 歴代藩主
松平〔久松〕家
親藩 1万石 （1720年 - 1765年）
1. 定章
2. 定静